# Vyšná Myšľa
Vyšná Myšľa – wieś (obec) na Słowacji położona w kraju koszyckim, w powiecie Koszyce-okolice. Pierwsze wzmianki o miejscowości pochodzą z roku 1270. 
Według danych z dnia 31 grudnia 2012, wieś zamieszkiwało 968 osób, w tym 493 kobiety i 475 mężczyzn.
W 2001 roku rozkład populacji względem narodowości i przynależności etnicznej wyglądał następująco:
- Słowacy – 99,06%
- Czesi – 0,59%
- Niemcy – 0,12%

Ze względu na wyznawaną religię struktura mieszkańców kształtowała się w 2001 roku następująco:
- Katolicy rzymscy – 95,89%
- Grekokatolicy – 1,64%
- Ewangelicy – 0,47%
- Ateiści – 0,82%
- Przedstawiciele innych wyznań – 0,12%
- Nie podano – 0,23%